# إيرا بيرنستاين
إيرا بيرنستاين (بالإنجليزية: Ira Bernstein) هو عازف كمان ‏ أمريكي، ولد في 1959.